# Live: Entertainment or Death
Albums de Mötley Crüe
Supersonic and Demonic Relics
(1999) New Tattoo
(2000)
Live: Entertainment or Death est le premier album enregistré en public du groupe américain de Hard rock, Mötley Crüe. Il est sorti le 23 novembre 1999 sur le label du groupe, Mötley Records et a été produit par le groupe.

## Historique
Il regroupe des enregistrements en public qui s'étalent de 1982 à 1999. Aucun titre écrit du temps où John Corabi remplaçait Vince Neil n'est présent sur cet album. De même aucun titre du dernier album studio, Generation Swine paru en 1997 n'y figure.
Cet album se classa à la 133e place du Billboard 200 aux États-Unis.

## Liste des titres

### Disc 1
| No  | Titre                     | Auteur                      | Date d'enregistrement | Durée |
| --- | ------------------------- | --------------------------- | --------------------- | ----- |
| 1.  | Looks That Kill           | Nikki Sixx                  | 25 novembre 1985      | 6:06  |
| 2.  | Knock'em Dead, Kid        | Sixx, Vince Neil            | 14 mars 1984          | 3:35  |
| 3.  | Too Young To Fall In Love | Sixx                        | 14 mars 1984          | 3:57  |
| 4.  | Live Wire                 | Sixx                        | 14 mars 1984          | 4:19  |
| 5.  | Public Enemy # 1          | Sixx                        | 19 novembre 1982      | 4:53  |
| 6.  | Shout at the Devil        | Sixx                        | 14 mars 1984          | 4:19  |
| 7.  | Merry-Go-Round            | Sixx                        | 19 novembre 1982      | 3:22  |
| 8.  | Ten Seconds to Love       | Sixx, Neil                  | 2 décembre 1998       | 4:46  |
| 9.  | Piece of Your Action      | Sixx, Neil                  | 19 novembre 1982      | 4:06  |
| 10. | Starry Eyes               | Sixx                        | 19 novembre 1982      | 4:37  |
| 11. | Helter Skelter            | John Lennon, Paul McCartney | 19 novembre 1982      | 4:17  |

### Disc 2
| No  | Titre                            | Auteur                 | Date d'enregistrement | Durée |
| --- | -------------------------------- | ---------------------- | --------------------- | ----- |
| 1.  | Smokin' in the Boys Room         | Cub Koda, Michael Lutz | 25 novembre 1985      | 5:18  |
| 2.  | Don't Go Away Mad (Just Go Away) | Sixx, Mick Mars        | 31 juillet 1990       | 4:14  |
| 3.  | Wild Side                        | Sixx, Neil, Tommy Lee  | 10 mars 1999          | 5:52  |
| 4.  | Girls, Girls, Girls              | Sixx, Mars, Lee        | 2 décembre 1998       | 4:50  |
| 5.  | Dr. Feelgood                     | Sixx, Mars             | 10 mars 1999          | 5:13  |
| 6.  | Without You                      | Sixx, Mars             | 31 juillet 1990       | 3:05  |
| 7.  | Primal Scream                    | Sixx, Neil, Mars, Lee  | 2 décembre 1998       | 5:42  |
| 8.  | Same Ol' Situation (S.O.S.)      | Sixx, Neil, Mars, Lee  | 10 mars 1999          | 4:33  |
| 9.  | Home Sweet Home                  | Sixx, Neil, Lee        | 2 décembre 1998       | 4:06  |
| 10. | Kickstart My Heart               | Sixx                   | 10 mars 1999          | 5:39  |

## Musiciens
- Vince Neil : chant, guitare
- Nikki Sixx : basse, chœurs
- Mick Mars : guitares, chœurs
- Tommy Lee : batterie, percussions, chœurs, piano sur Home Sweet Home

## Charts
| Pays       | Durée du classement | Meilleur classement | Date             |
| ---------- | ------------------- | ------------------- | ---------------- |
| États-Unis | 2 semaines          | 133e                | 11 décembre 1999 |